# Anillo de velocidad

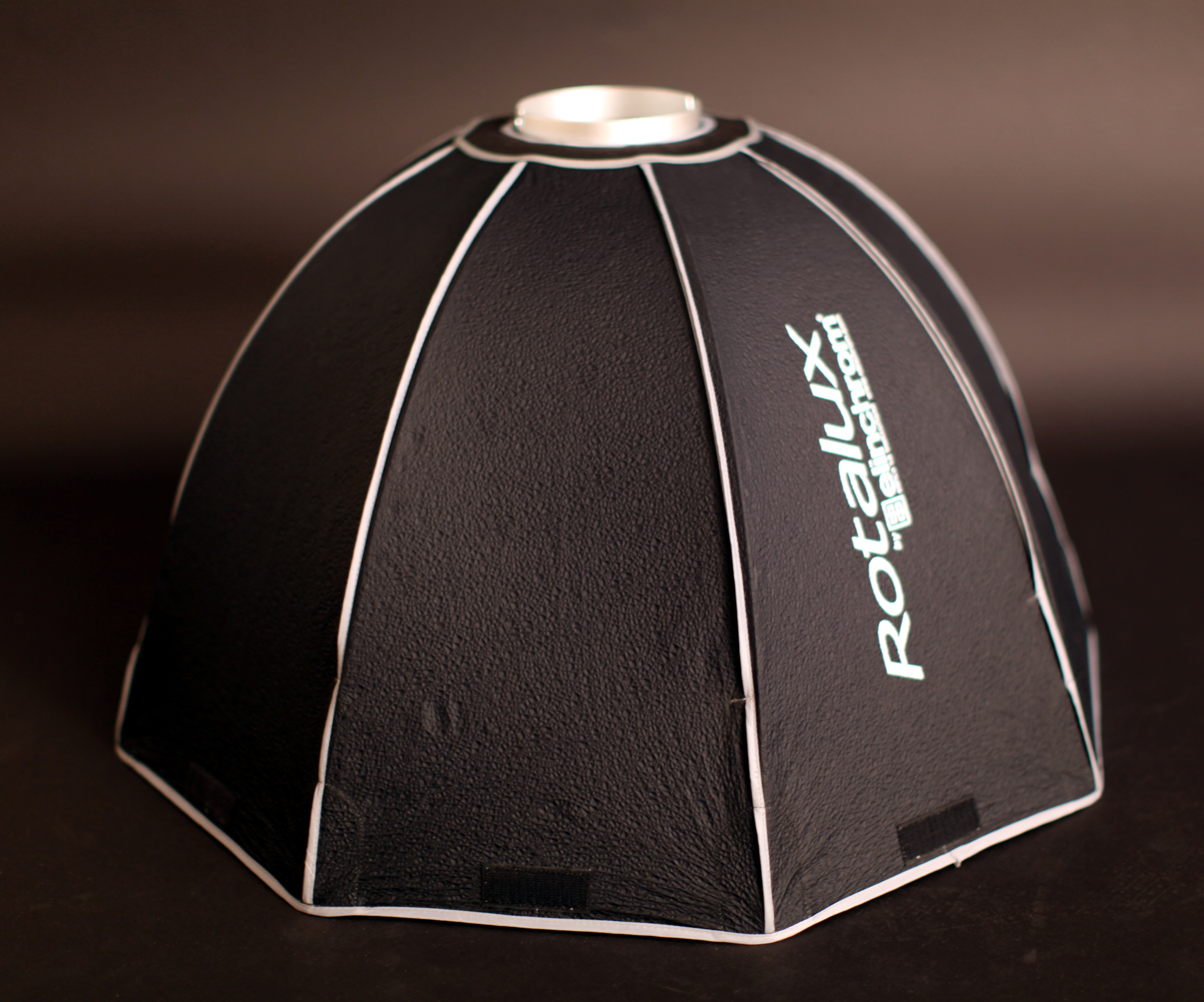
Una softbox con un anillo de velocidad en la parte superior.

En fotografía, un anillo de velocidad (del inglés Speed ring, /spiːd rɪŋ/) es un accesorio metálico con forma de anillo o disco utilizado para fijar una Soft box a una fuente de luz, bien sea un flash (lo que se conoce como luz estroboscópica o de corta duración) o un foco de luz continua (luces frías como las lámparas fluorescentes o calientes como lámparas halógenas o de tungsteno).

## Aspecto
El diámetro varia entre los 10 y los 18 cm de largo. Dependiendo del número de lados o paredes que tenga la softbox (cuadrada, hexagonal u octogonal), el anillo de velocidad comprende entre cuatro y ocho agujeros perforados en los cuales se insertan las varillas de la softbox y las mantiene tensadas.